# أوسكار أندرين
أوسكار أندرين (بالسويدية: Oscar Andréhn)‏ (7 نوفمبر 1899 – 11 سبتمبر 1981) هو ملاكم سويدي راحل، مثّل بلاده في الألعاب الأولمبية الصيفية 1924.

## روابط خارجية
أوسكار أندرين على موقع أوليمبيديا (الإنجليزية)
- أوسكار أندرين على موقع اللجنة الأولمبية السويدية (السويدية)